# 武胜昔
武胜昔，中国人民解放军空军军医大学教授、博士生导师，中华人民共和国教育部长江学者特聘教授，中国国家“万人计划”科技领军人才，主要从事自闭症等精神疾病的神经环路机制研究。

## 社会兼职
- 中国人民解放军全军神经生物学专业委员会主任委员
- 中国生理学会疼痛转化研究专业委员会主任委员

## 荣誉
- 中国国家科技进步一等奖
- 中国教育部长江学者特聘教授
- 中国国家“万人计划”科技领军人才